# Општина Пригор (Караш-Северин)
Општина Пригор (рум. Comuna Prigor) је општина у округу Караш-Северин у Румунији. Седиште општине је село Пригор. Према попису из 2021. у општини је живело 2.078 становника.

## Географија
Општина Пригор се налази у јужном делу округа Караш-Северин на југозападу Румуније. Смештена је у североисточном делу Алмаша у долини горњег тока Нере и њених притока на југу окружена Алмашким планинама, а на северу планином Семеник.
Општина се простире на површини од 30.124,06 хектара што је чини трећом највећом у Караш-Северину, после општина Завој и Терегова.
У северном делу општине налази се резерват природе „Извори Нере” основан 1973. као шумски резерват, а од 2000. године је резерват природе. Букова шума у резервату представља једну од највећих нетакнутих шума у Европи и садржи стабла букве стара старости преко 400 година. Од 2017. природни резерват је уписан у светску баштину Унеска као део „Исконских букових шума Карпата и других региона Европе”. Део је националног парка „Семеник−Клисура Караша”.

## Историја
Пригор се у прошлости састојао од више катуна, а подизањем кућа са обе стране реке Пригор, леве притоке Нере, основано је истоимено село. Први пут општина се помиње у документу из 1550. године приликом продаје имања од стране Доретее, ћерке Алмажанина Ђорђа Горбана.

## Становништво
Према попису из 2021. у општини Пригор живело је 2.078 становника што је за 499 мање (-19,36%) у односу на попис из 2011. када је било 2.577 становника.
| Етнички састав према попису из 2021.‍ | Етнички састав према попису из 2021.‍ | Етнички састав према попису из 2021.‍ | Етнички састав према попису из 2021.‍ | Етнички састав према попису из 2021.‍ |
| ------------------------------------ | ------------------------------------ | ------------------------------------ | ------------------------------------ | ------------------------------------ |
|                                      |                                      |                                      |                                      |                                      |
| Румуни                               | Румуни                               |                                      | 1.810                                | 87,10%                               |
| Чеси                                 | Чеси                                 |                                      | 3                                    | 0,14%                                |
| Остали и непознато                   | Остали и непознато                   |                                      | 265                                  | 12,75%                               |

### Насеља
Општина се састоји из 5 насеља: Борловениј Веки, Борловениј Ној, Паташ, Пригор и Путна. Највеће насеље је Пригор које је и седиште општине, а најмање Путна.
| Назив           | Румунски назив | Становништво | Становништво |
| Назив           | Румунски назив | 2011.        | 2021.        |
| --------------- | -------------- | ------------ | ------------ |
| Борловениј Веки |                | 485          | 376          |
| Борловениј Ној  |                | 413          | 309          |
| Паташ           |                | 577          | 432          |
| Пригор          |                | 919          | 820          |
| Путна           |                | 183          | 141          |
| Општина Пригор  |                | 2.577        | 2.078        |